# Gaspar Sensi y Baldachi

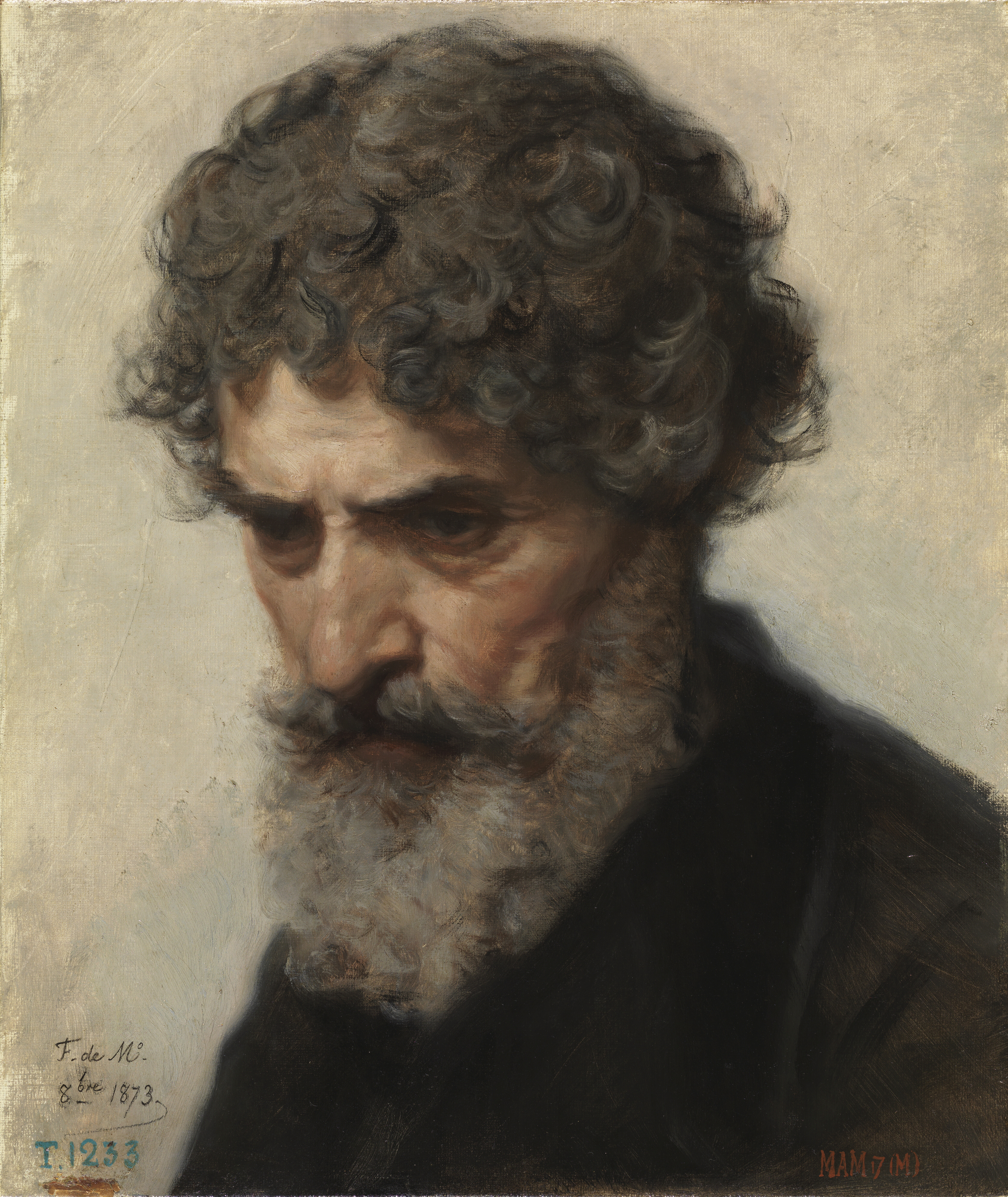
Federico de Madrazo: El pintor y grabador Perugino Sensi, 1873, óleo sobre lienzo, 37,2 x 31,2 cm, Madrid, Museo del Prado.

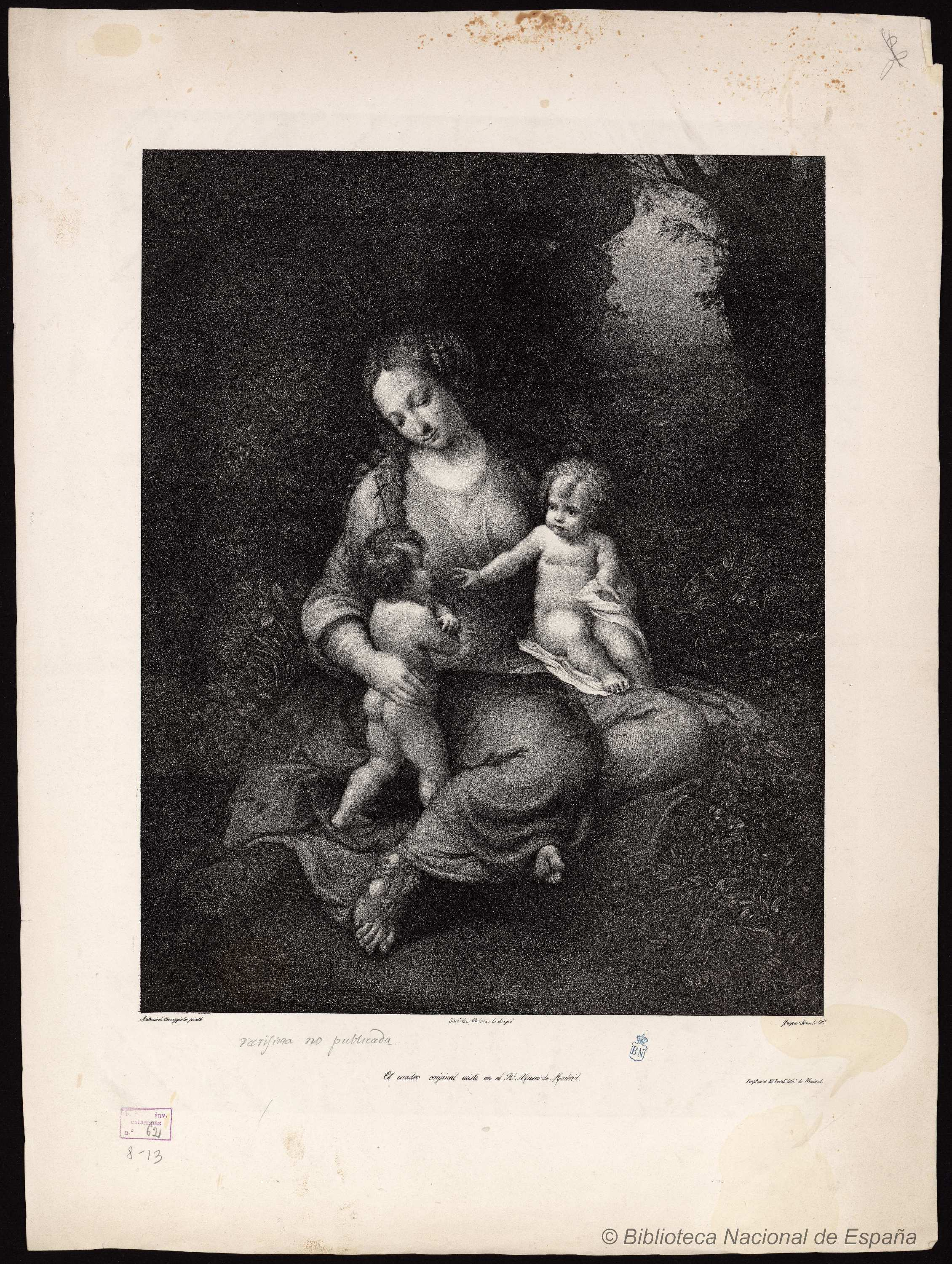
Virgen con el Niño y san Juan, «Antonio Correggio lo pintó; José de Madrazo lo dirigió; Gaspar Sensi lo litº». Litografía, impresa en el Real Establecimiento Litográfico de Madrid. Inscripción al pie: «El cuadro en el Real Museo de Madrid». Madrid, Biblioteca Nacional de España.

Gaspar Sensi y Baldachi, también llamado Perugino Sensi (Perugia, 1794-Madrid, 1880) fue un pintor y litógrafo italiano que desarrolló gran parte de su carrera en Madrid.

## Biografía y obra
Nacido en Perugia en 1794, fue discípulo en la academia perusina y más tarde en la Academia de San Lucas de Roma de Tommaso Minardi, distinguido representante del purismo, corriente estética extendida en Italia en las primeras décadas del siglo XIX.
Contratado por José de Madrazo llegó a Madrid hacia 1825 para trabajar en la Colección litográfica de los cuadros del rey de España el señor don Fernando VII, la más ambiciosa de las obras promovidas por el Real Establecimiento Litográfico de Madrid creado por Madrazo y su socio Ramón Castilla con la intención de reproducir y difundir mediante la nueva técnica de la litografía las obras del recién creado Museo del Prado. Para ella realizó Sensi litografías de reproducción de las obras de Andrea del Sarto (El sacrificio de Isaac, Lucrecia Fede), Antonio Arias (La moneda del César, o Jesús y los fariseos), Rubens (Tomás Moro, El nacimiento de la Vía Láctea, Mercurio y Argos), Tiziano (Felipe II, Venus recreándose con el Amor y la Música), Nicolás Poussin (El triunfo de David), Alonso Cano (La Virgen con el Niño), Blas de Prado (La Sagrada Familia, san Ildefonso, san Juan Evangelista y el maestro Villegas), además de Cristo muerto sostenido por ángeles de Francisco Ribalta, El tocador de Venus de Francesco Albani y  La hermosa Gioconda con atribución a Leonardo da Vinci. Se conocen además pruebas de la Virgen con el Niño y san Juanito de Correggio que no llegó a publicarse (Biblioteca Nacional de España). También del Real Establecimiento Litográfico salieron como estampas sueltas el retrato del príncipe Maximiliano de Sajonia según Vicente López Portaña y un supuesto autorretrato de Alonso Cano, propiedad en aquel momento del príncipe de Anglona, Pedro Tellez-Girón, tío de Pedro Tellez Girón, XI duque de Osuna de quien Sensi litografió el retrato que le hiciera Federico de Madrazo en 1844, estampado en el establecimiento litográfico de Alfred Lemercier de París.
La relación amistosa con José de Madrazo se extendió a sus hijos Pedro y Federico, a los que es posible que el italiano impartiese en sus inicios artísticos clases de litografía. El retrato que de Sensi ya anciano pintó Federico de Madrazo en 1873 es buen testimonio de esa amistad continuada en el tiempo.
Liquidado el Real Establecimiento Litográfico de Madrid, en 1844 salió en París, en la Imprenta de Cosson, La Armería Real ou Collection des principales pièces de la Galerie d’Armes anciennes de Madrid, con texto bilingüe de Achille Jubinal que recogía las piezas de la Real Armería de Madrid por dibujos de Sensi, firmados como miembro de la Academia de Perugia, que fueron grabados por distintos autores y por diversos procedimientos técnicos.